# 茅ヶ崎市立室田小学校
茅ヶ崎市立室田小学校（ちがさきしりつ むろたしょうがっこう）は、神奈川県茅ヶ崎市にある公立小学校。

## 沿革
（沿革節の主要な出典は公式サイト）
- 1979年（昭和54年）
  - 4月1日 - 開校。
  - 6月10日 - 遊具設置。
  - 12月1日 - 校章制定。
  - 12月18日 - 校歌制定。
- 1980年（昭和55年）2月29日 - 開校記念日を「4月15日」に決定。
- 1981年（昭和56年）2月25日 - 体育館完成。
- 1982年（昭和57年）3月31日 - 校舎西側増築工事完成。
- 1984年（昭和59年）2月10日 - 校庭東側防球ネット設置。
- 1985年（昭和60年）
  - 1月8日 - アマゾンジャングル完成。
  - 9月1日 - プール完成。
- 1992年（平成4年）
  - 3月30日 - 体育館倉庫完成。
  - 7月2日 - 花壇完成。
- 1997年（平成9年）
  - 3月14日 - 増築校舎完成（音楽室・多目的ホール）。
  - 11月12日 - 運動場改修工事完成。
- 1998年（平成10年）4月14日 - 創立20周年記念式典挙行。
- 2000年（平成12年）10月17日 - ランチルーム改修工事完成。
- 2002年（平成14年）
  - 3月11日 - 校舎屋上防水改修工事完成。
  - 9月4日 - 校舎外壁・校門・トイレ改修工事完成。
- 2003年（平成15年）3月28日 - コンピュータ室整備工事完成。
- 2005年（平成17年）
  - 3月7日 - 校舎内廊下灯改修工事完成。
  - 3月18日 - プールサイド床面・側溝改修工事完成。
- 2006年（平成18年）8月21日 - 校舎西側階段アスベスト除去工事。
- 2007年（平成19年）8月6日 - 校舎東側階段アスベスト除去工事。
- 2008年（平成20年）11月7日 - 創立30周年記念式典挙行。
- 2009年（平成21年）
  - 8月28日 - 正門・東門改修工事完成と花壇完成。
  - 8月30日 - 教室（全体の2分の1）内改修工事完成。
  - 11月10日 - 校舎東側トイレ修工事完成。
- 2010年（平成22年）8月31日 - 教室の内改修工事完成。
- 2011年（平成23年）3月 - 各教室に扇風機を設置。
- 2018年（平成30年）11月19日 - 創立40周年記念航空写真撮影。
- 2019年（平成31年・令和元年）
  - 2月27日 - 創立40周年記念行事として、神奈川フィルハーモニー管弦楽団コンサート開催。愛唱歌「みんなまっている」誕生
  - 8月 - 普通教室にエアコン設置。
  - 11月 - 校舎西側トイレ改修工事完成。
- 2020年（令和2年）
  - 3月2日 - 新型コロナウイルス感染症拡大防止のため臨時休業の措置を採る。
  - 3月26日 - 新型コロナウイルス感染防止対策で、卒業式を卒業生・保護者・教職員のみで開催。
  - 3月27日 - 修了式を校内放送にて実施。
  - 4月6日 - 始業式を校内放送にて実施。「松の実教室」開設。
  - 4月7日 - 入学式を校庭で実施。
  - 4月8日 - 新型コロナウイルス感染症拡大防止のため臨時休業の措置を採る。

## 学校教育目標
出典
「豊かな心を持ち、主体的・創造的に行動する子の育成」

## 学区
出典
- 室田
  - 1丁目
  - 2丁目
  - 3丁目
- 高田
  - 1丁目（1番～11番）
  - 2丁目
  - 3丁目
  - 4丁目
- 甘沼（県道遠藤茅ヶ崎線以東）
- 松林
  - 2丁目（旧室田地区のみ）
  - 3丁目（旧室田地区のみ）
- 本村5丁目（14番～20番）
- 赤羽根
  - 93番地
  - 94番地の一部
  - 95番地～421番地
  - 463番地～479番地
  - 621番地～778番地
  - 795番地
  - 3255番地～3295番地
  - 3297番地
  - 3353番地～3385番地

## 主な進学先
出典
- 茅ヶ崎市立松林中学校
- 茅ヶ崎市立円蔵中学校

## 交通
出典
- 神奈川中央交通「藤21」・「辻09」の各系統で、「室田小学校入口」停留所下車後、徒歩1分。
  - 東日本旅客鉄道（JR東日本）東海道線・相模線「茅ケ崎駅」から、上述の神奈中バスに乗車し20分、「室田小学校入口」停留所下車後、徒歩。

## 周辺
- 茅ヶ崎市立室田保育園 - 敷地が隣接。また、公立小学校に進学する場合の進学前保育園。
- 茅ヶ崎市松林公民館 - 敷地が隣接し、室田保育園に隣接。
- 神奈川県道44号伊勢原藤沢線
- 新湘南バイパス（但し、学校周辺にインターチェンジは無い。）
- このほか、妙行寺などの寺院も点在。